# François-Joachim Duport du Tertre
Pour les articles homonymes, voir Duport.
François-Joachim Duport du Tertre est un écrivain français né à Saint-Malo en 1716, mort en 1759
Il abandonna l'ordre des Jésuites, où il était entré, pour s'occuper de littérature et d'histoire, et collabora aux feuilles périodiques de L'Année littéraire d'Élie Fréron en compagnie de l'abbé de La Porte.
Il fut membre de la Société Littéraire - Militaire de Besançon et de l'Académie d'Angers.
Il a laissé : 
- Abrégé de l'histoire d'Angleterre, 1751, 3 vol. in-12
- Histoire des conjurations, conspirations et révolutions célèbres,1754, 10 vol. in-12
- Les deux derniers volumes de la Bibliothèque amusante et instructive, 1755.
- L'Almanach des Beaux-Arts connu sous le nom de France Littéraire, 1752, 3 vol. in-8°

En 1753 Il publie chez Duchesne, libraire à Paris, Les Mémoires du marquis de Chouppes, sans précision sur l'origine du manuscrit sauf à dire dans une note qu'il était parent de Chouppes.
Il a participé à l'Abrégé de l'Histoire d'Espagne de M. Désormaux en 5 vol. in-12.
Son fils est Marguerite-Louis-François Duport-Dutertre.

## Pour approfondir